# Авраменко, Пётр Никитович
Пётр Ники́тович Авра́менко (2 [15] июля 1915 год — 5 января 2003) — участник Великой Отечественной войны (командир 3-го мотострелкового батальона 45-й механизированной бригады 5-го Днепровского механизированного корпуса 6-й танковой армии 2-го Украинского фронта, гвардии майор), Герой Советского Союза (1945), полковник.

## Биография
Родился 15 июля 1915 года в селе Подставки, ныне Липоводолинского района Сумской области в бедной крестьянской семье. Украинец. Член ВКП(б)/КПСС с 1941 года. Окончил 7 классов Подолянской средней школы, а в 1935 году Маловысторопский сельскохозяйственный техникум. Работал участковым агрономом в Липоводолинской МТС.
С 1937 по 1940 год проходил военную службу в рядах Красной Армии. Затем его направили на курсы политсостава.

## Великая Отечественная война
Ушел на фронт в 1941 году. Был политработником, командиром батальона, заместителем командира бригады. Сражался на Западном, Юго-Западном, 2-м Украинском, Забайкальском фронтах. Был ранен и контужен.
Войска 2-го и 3-го Украинского фронтов развернули огромную по масштабам Ясско-Кишиневскую операцию против немецко-фашистских захватчиков. Враг тщательно подготовил оборону, создал мощные укрепления с несколькими линиями железобетонных дотов. В междуречье Прута и Серета оборонительный рубеж протянулся в глубину до 80 километров.
20 августа 1944 года советские войска нанесли мощный удар в районе города Яссы. Мужество и отвагу в этих боях проявили бойцы подразделений 45-й механизированной Днестровской бригады, в состав которой входил и 3-й мотострелковый батальон гвардии майора Авраменко. Во взаимодействии с танками батальон прорвал вторую линию обороны противника и обеспечил успешное продвижение вперед частей корпуса. Бойцы со своим командиром на танках первыми ворвались в населенный пункт Васлуй и выбили из него гитлеровцев.
Около села Лупешть враг сосредоточил значительные силы для нанесения контрудара по наступающим войскам. Воодушевленные решительными и смелыми действиями комбата, воины во взаимодействии с 1-м мотострелковым батальоном и танками разгромили фашистскую группировку.
За период Ясско-Кишиневской операции 3-й мотострелковый батальон уничтожил большое количество живой силы и техники противника, захватил в плен около 300 солдат и офицеров.
Указом Президиума Верховного Совета СССР от 24 марта 1945 года за успешное выполнение заданий командования, умелое руководство батальоном, личное мужество и отвагу, проявленные в боях в период Ясско-Кишиневской операции, гвардии майору Авраменко Петру Никитовичу присвоено звание Героя Советского Союза с вручением ордена Ленина и медали «Золотая Звезда» (№ 4777).
31 августа 1944 года мотострелковый батальон под командованием Авраменко вместе с другими частями и соединениями вступил Бухарест. Воевал на территории Венгрии, Чехословакии, освобождал Прагу.
24 июня 1945 года участвовал в Параде Победы в Москве на Красной площади.

## Военные действия в Китае
Будучи заместителем командира бригады в 6-й гвардейской танковой армии, участвовал в штурме Большого Хинганского хребта, в разгроме Квантунской армии Маньчжурии.
19 августа 1945 года руководил высадкой авиадесанта в районе Чанчуня. Десантники Авраменко успешно выполнили боевое задание. Они заняли железнодорожный узел, банк, почту, радиостанцию, телеграф. До прибытия главных сил в город там уже было разоружено 40 тысяч солдат и офицеров, 17 генералов. Утром 20 августа в Чанчунь прибыли передовые части 6-й гвардейской танковой армии. В тот же день Авраменко был назначен первым советским комендантом в Чанчуне.
Вот что пишет об этом генерал армии С. М. Штеменко в книге «Генеральный штаб в годы войны»:
«К 11 часам 19 августа на Чанчунском центральном аэродроме приземлился весь десант во главе с Героем Советского Союза гвардии майором П. Н. Авраменко. Состоял он из офицеров и бойцов 30-й гвардейской мехбригады. Десантники сняли аэродромную охрану противника, заняли круговую оборону и приступили к разоружению японо-маньчжурских войск. Вечером над штабом Квантунской армии был спущен японский флаг и поднят советский…».

## После войны
Продолжал службы в Советской Армии. В 1956 году окончил высшую офицерскую школу. В 1975 году вышел в отставку.
Жил в Москве. Работал в сфере коммунально-бытового обслуживания, был директором гостиницы. Неоднократно избирался депутатом Куйбышевского и Сокольнического районных Советов. С августа 1981 года — на пенсии.
Умер 5 января 2003 года. Похоронен на Николо-Архангельском кладбище.

## Награды
- Медаль «Золотая Звезда» Героя Советского Союза
- Орден Ленина
- Орден Красного Знамени
- Орден Отечественной войны I степени
- Три ордена Красной Звезды
- Медали